# Spenser (serie televisiva)
Spenser (Spenser: For Hire) è una serie televisiva poliziesca trasmessa dal settembre 1985 al maggio 1988 sul canale statunitense ABC.

## La serie
È basata sui romanzi gialli di Robert B. Parker. Il protagonista è Spenser, interpretato da Robert Urich, un ex-pugile diventato detective privato che lavora nella zona di Boston e in ogni episodio si trova a dover risolvere un'indagine, spesso legata ad un omicidio. L'episodio pilota della serie, della durata di due ore, era un adattamento del quarto romanzo della serie: Promised Land (scritto nel 1976 e vincitore l'anno seguente dell'Edgar Award).
Gli altri personaggi i principali sono Hawk, interpretato da Avery Brooks, e Susan Silverman, interpretata da Barbara Stock. Barbara Stock lasciò lo show durante la seconda stagione e fu sostituita da Carolyn McCormick, con il personaggio di Rita Fiore. La Stock tornò comunque nella stagione finale della serie. Nel diciassettesimo episodio della terza stagione compare una giovane Sarah Michelle Gellar, attrice divenuta famosa una decina di anni dopo per il ruolo di Buffy Summers in Buffy l'ammazzavampiri.

## Spin-off
Nella primavera del 1989, sempre sulla ABC, vi fu un breve (13 episodi) spin-off della serie, incentrato sul personaggio di Hawk: Un uomo chiamato Falco (A Man Called Hawk).
Durante i primi anni novanta furono prodotti quattro film per la televisione basati sulla serie, con Urich e Brooks sempre nei rispettivi ruoli, mentre Barbara Stock venne sostituita da Barbara Williams per i primi due e da Wendy Crewson per i seguenti.

## Personaggi ed interpreti
- Spenser (65 episodi, 1985-1988), interpretato da Robert Urich.
- Hawk (65 episodi, 1985-1988), interpretato da Avery Brooks.
- Sergente Frank Belson (65 episodi, 1985-1988), interpretato da Ron McLarty.
- Tenente Martin Quirk (47 episodi, 1985-1987), interpretato da Richard Jaeckel.
- Susan Silverman (43 episodi, 1985-1988), interpretato da Barbara Stock.
- Rita Fiori (22 episodi, 1986-1987), interpretato da Carolyn McCormick.

## Distribuzione
La serie fu trasmessa negli Stati Uniti dal 20 settembre 1985 al 7 maggio 1988 sulla rete televisiva ABC. In Italia è stata trasmessa dal 7 gennaio 1987 su Rete 4 con il titolo Spenser.
Alcune delle uscite internazionali sono state:
- negli Stati Uniti il 20 settembre 1985 (Spenser: For Hire)
- in Francia il 2 aprile 1987 (Spenser)
- in Germania Ovest il 20 agosto 1987 (Spenser)
- nel Regno Unito il 12 settembre 1989
- in Finlandia (Kovaa peliä Bostonissa)
- in Spagna (Spenser, detective privado)
- in Argentina (Spenser investigador)
- in Italia (Spenser)

## Episodi
| Stagione         | Episodi | Prima TV USA | Prima TV Italia |
| ---------------- | ------- | ------------ | --------------- |
| Prima stagione   | 22      | 1985-1986    |                 |
| Seconda stagione | 22      | 1986-1987    |                 |
| Terza stagione   | 21      | 1987-1988    |                 |